# Hendersonski zovoj
Hendersonski zovoj (lat. Pterodroma atrata) je vrsta morske ptice iz porodice zovoja. Rasprostranjena je na otocima Pitcairn, najviše otoku Henderson. Usko je povezana s brazilskim zovojem. Najčešća staništa su joj subtropske i tropske šume, te otvorena mora.
Duga je 36 cm. Sivosmeđe je boje. 

## Vanjske poveznice
|  | Zajednički poslužitelj ima još gradiva o temi Pterodroma atrata |
|  | Wikivrste imaju podatke o taksonu Pterodroma atrata             |